# Parafia Imienia Najświętszej Maryi Panny w Kowarach
Parafia Imienia Najświętszej Maryi Panny w Kowarach – parafia rzymskokatolicka w dekanacie mysłakowickim w diecezji legnickiej. Jej proboszczem jest o. Waldemar Czerwonka OFMConv. Obsługiwana przez zakon franciszkanów konwentualnych. Założona w 1301 roku.